# マンチェスター・ユナイテッドFC
マンチェスター・ユナイテッドFC（英語: Manchester United Football Club、イギリス英語発音: [ˈmænʧistə juːˈnaitid ˈfutˌbɔːl klʌb]）は、イングランド北西部・ マンチェスターをホームタウンとする、イングランドプロサッカーリーグ（プレミアリーグ）に加盟するプロサッカークラブ。メインのクラブカラーは赤。

## 概要
1974-75シーズンを例外として、1938年から現在まで一貫してイングランドのトップリーグに属しているクラブである。1967-68シーズン、サー・マット・バスビー監督の指揮の下で、イングランドのクラブとして初めてUEFAチャンピオンズカップ（現UEFAチャンピオンズリーグ）のトロフィーを獲得したクラブで、その後、1998-99シーズン、2007-08シーズンと通算3回の優勝を経験した。
1985-86シーズンから2012-13シーズンまでクラブを率いたアレックス・ファーガソン監督の下では、13回のプレミアリーグ優勝と2回のUEFAチャンピオンズリーグ優勝を含む20以上の主要なタイトルを獲得し、長きにわたって世界を代表する強豪クラブである。現在、イングランドのトップリーグで、リヴァプールFCと並び、歴代最多となる20回の優勝を経験している。
世界有数の経済規模を有するクラブであり、2022年にアメリカの経済誌『フォーブス』が発表したクラブの資産価値では、同クラブの資産価値は46億ドルと算定され、世界のサッカークラブの中で3位になった。また、デロイト・フットボール・マネー・リーグにおける最新シーズン（2018-19）の収入規模は、世界第3位である。
クラブの一般的な略称は複数存在するが、「ユナイテッド（United）」の他、英語圏ではニューカッスル・ユナイテッドなどチーム名に「ユナイテッド」が含まれる他のクラブと区別するため、マンチェスターをマンと略し「マン・ユナイテッド（Man United, Man Utd）」などと呼称・表記される。また、新聞・雑誌のスポーツ報道やニューヨーク証券取引所のティッカーシンボルなどでは「マンユー（マンU，Man U，ManU，MANU）」と呼称される場合もある。
伝統的に背番号7は特別な番号として扱われており、「栄光の7番」と言われている。ジョージ・ベスト、スティーヴ・コッペル、ブライアン・ロブソン、エリック・カントナ、デビッド・ベッカム、クリスティアーノ・ロナウドなど、人気や実力においてその時代のチームを代表する選手がこの番号を付けてプレーしてきた。
経済的優良クラブの典型とされてきたが、アメリカ・NFLのタンパベイ・バッカニアーズのオーナーであるマルコム・グレーザーによって買収され、物議を醸している。グレーザーによるクラブ支配に反対するサポーターの一部は、クラブの負債が3億2,000万ポンドに達していることを懸念し、新クラブFCユナイテッド・オブ・マンチェスターを結成した。
同じ市内にあるマンチェスター・シティとのマンチェスター・ダービーは、マージーサイド・ダービー、ノース・ロンドン・ダービーと並ぶリーグの三大ダービーの一つで、世界でも有名なダービーマッチである。また伝統的にライバル関係にあるとされるリヴァプールとの試合は、ノースウェスト・ダービー（あるいはイングランド・ダービー、イングリッシュ・ダービー）と呼ばれ、世界中に数多く存在する伝統の一戦の一つに数えられる。

## 歴史

### 創立

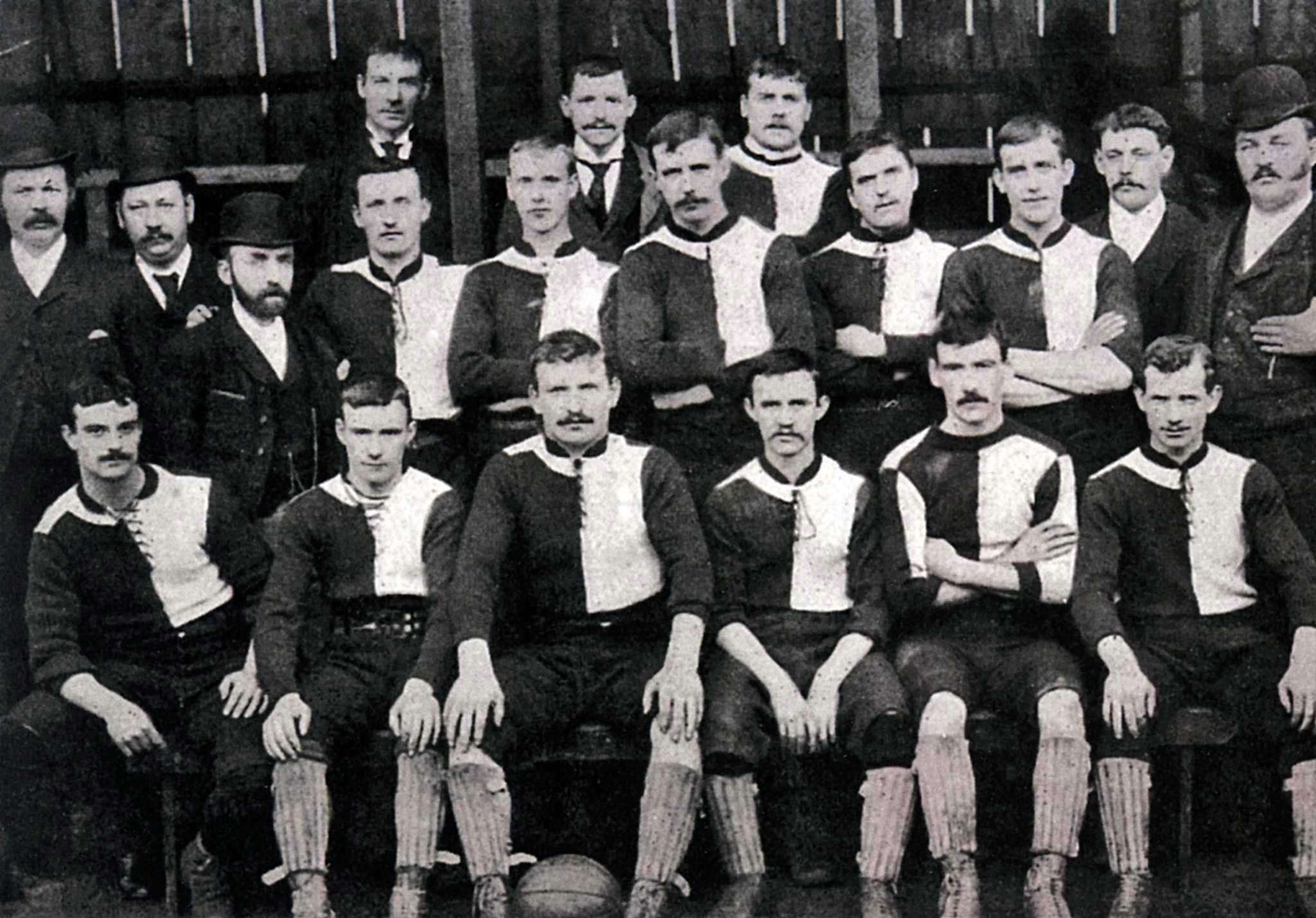
1892-93シーズンのニュートン・ヒース（Newton Heath FC）

1878年、マンチェスターの鉄道員が中心となって、ニュートン・ヒース・ランカシャー＆ヨークシャー・レイルウェイズFC（Newton Heath LYR FC）として創立。初め数年はほとんど公式試合はせず、チーム内のメンバー同士で試合を行う以外は専ら他の鉄道会社のチームと非公式に対戦していた。1882年から1883年の間に26試合の親善試合をした記録が残っている。1884年、地元のカップ戦であるランカシャーカップに出場するも、1回戦で昨年のFAカップ覇者のブラックバーン・オリンピックのリザーブチームに2-7で敗戦した。1885年にプロサッカークラブへと転向し、1892年にニュートン・ヒース（Newton Heath FC）と名称を変更し運営を行った。当時のオーナーの方針で観客から入場料を取らなかったことやグラウンド移転費用が嵩んだことなどの事情が影響し、1902年に一旦破産している。地元マンチェスターの醸造業主のジョン・ヘンリー・デイヴィスが500ポンドをクラブに投資してオーナーに就任し、クラブ再建に着手した。1902年にチーム名が変更され、マンチェスター・ユナイテッドとなったが、名称変更前の2日間だけはマンチェスター・セルティック （Manchester Celtic）という名称であった。
2日間だけではあるが、セルティックと名乗ったことでこのクラブがローマ・カトリック系であると思われることが多いが、ローマ・カトリック教会とは全くの無縁である。
創生期に2度のリーグ優勝後、1910年代から1950年頃までは低迷。第二次世界大戦時には空襲でオールド・トラッフォードが被災し、戦後も資金不足から修復できず、マンチェスター・シティの当時の本拠地メイン・ロードを拝借せざるをえなかった。

### マット・バスビー時代の二度の栄光

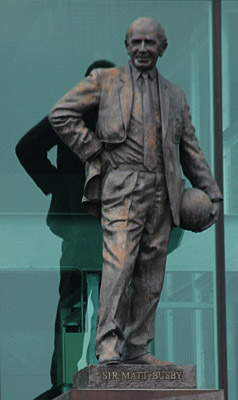
マット・バスビーの銅像

1945年、マット・バスビーが監督に就任すると、クラブ最初の黄金期が訪れる。バスビーは、チーム選考や移籍市場、トレーニングセッション等を全て自身の管理下に置くというイングランドサッカーのマネージャー像の先駆けとなり、1946–47シーズンから3シーズン連続でリーグ2位と躍進し、1947–48のFAカップでは優勝を果たし、チームに36年ぶりのトロフィーをもたらした。そして、1951–52シーズンに41年ぶりとなる悲願のリーグ優勝を果たした。
バスビーは、その後のクラブの重要なアイデンティティとなる、下部組織の整備にも取り掛かった。バスビーの就任は、終戦直後の財政難の時期であたっため、彼は下部組織選手の育成に重きを置くことにより、長期的視野での戦力強化を行ったのである。バスビーが下部組織から見出したダンカン・エドワーズ、ボビー・チャールトンといった選手たちは「バスビー・ベイブス」（Busby Babes, バスビーの子どもたち）と呼ばれ、1956年からは国内リーグ2連覇を達成する快進撃を繰り広げた。
クラブが見事に復活を遂げたように見えた矢先の1958年2月6日、ミュンヘンの悲劇で主将のダンカン・エドワーズを含む選手8名とスタッフ3名が死亡。バスビーも重傷を負った。これによりイギリス（グレートブリテンおよび北アイルランド連合王国）のクラブチームとして初のヨーロッパ大陸選手権大会での栄光は、スコットランドのセルティックに譲ることとなった。一時はフットボールへの情熱を失ったバスビーだったが、夫人らの説得もあり翌シーズンから現場に復帰。同じく事故のショックから立ち直ったボビー・チャールトンをチームの柱に据え、クラブの建て直しに着手した。
1960年代に入ると、2度めの黄金期が訪れる。デニス・ロー、ジョージ・ベストといった才能が次々に頭角を現し、1963年にFAカップ優勝、1965年と1967年には国内リーグも制した。そして1968年、チャンピオンズカップ決勝でSLベンフィカをチャールトンの2ゴールに、ベスト、キッドのゴールで4-1と破って優勝を果たし、ミュンヘンの悲劇で志半ばに潰えた悲願を達成した。同年、チャンピオンズカップ優勝の功績を称えられ、バスビーにナイトの称号が与えられた。
しかし、1970年代に入ると世代交代に失敗。1974年には2部落ち（翌年1部に復帰）の憂き目にも遭い、再び低迷期が始まった。1980年、前年にブラヴォー賞を受賞したギャリー・バートルズを大金で獲得したが、失敗に終わった。

### アレックス・ファーガソン時代の栄光

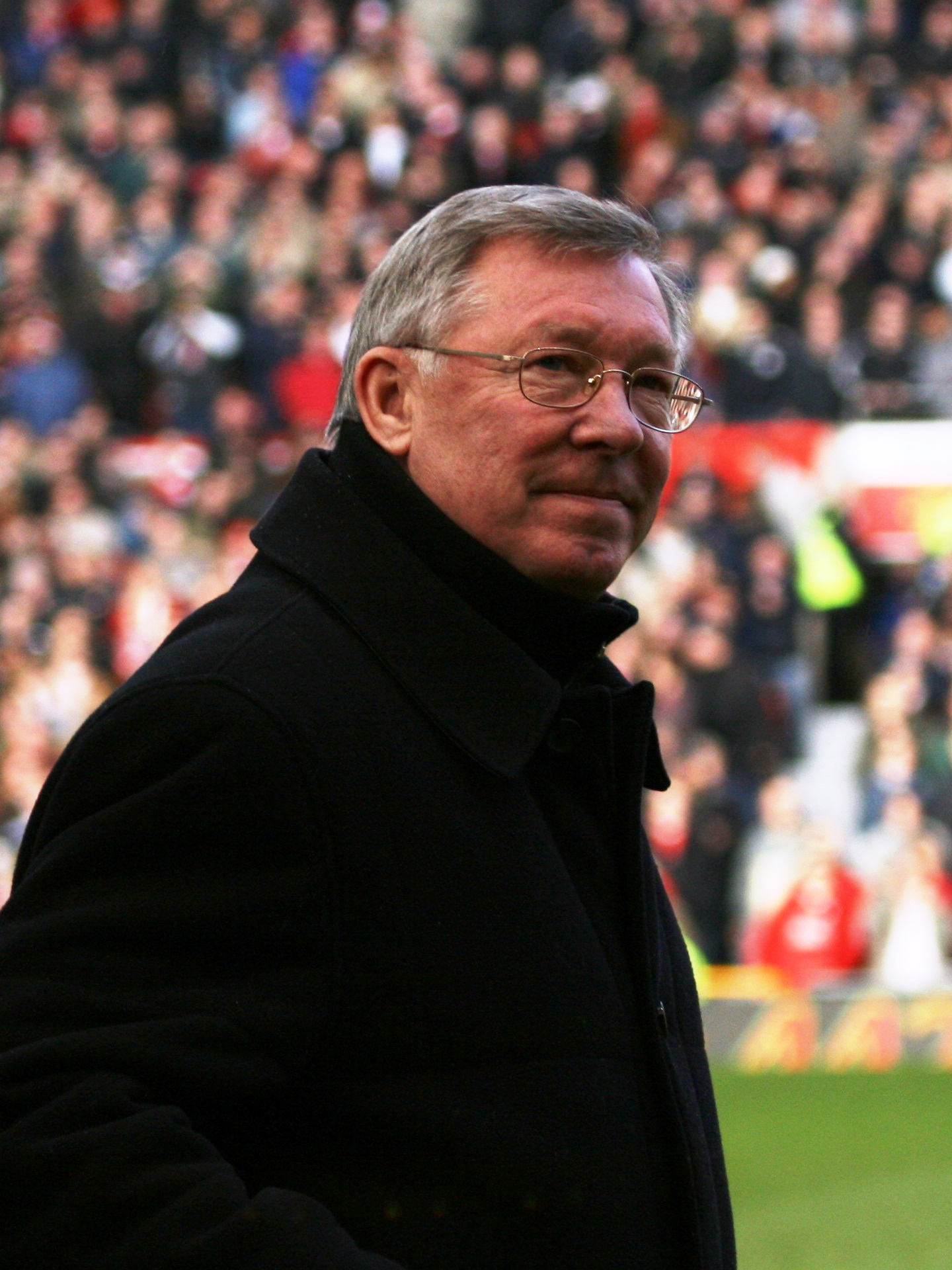
アレックス・ファーガソン

低迷期を終わらせたのは、スコットランド人監督アレックス・ファーガソンである。1986年に就任した彼は若手の育成と、暴れ馬と呼ばれた選手たちの融合に見事成功し、常勝軍団の系譜をスタートさせた。
プレミアリーグの優勝回数13回は最多であり、旧フットボールリーグ・ファーストディビジョン時代を通じても、優勝20回は歴代1位である。FAカップで11回、カーリングカップで2回、UEFAチャンピオンズリーグで3回、UEFAカップウィナーズカップで1回のタイトルを勝ち獲っている。1990-91シーズン、UEFAカップウィナーズカップ決勝では、マーク・ヒューズの2得点でFCバルセロナを破り、1967-68シーズン以来の欧州カップ戦優勝を果たした。
1992-93シーズンの途中にエリック・カントナをリーズ・ユナイテッドFCから獲得した。このシーズンは1966-67シーズン以来となる1部リーグ優勝を果たした。翌シーズンはリーグを連覇しただけでなく、FAカップも獲得した。
1998-99シーズンは、クラブにとって特筆すべきシーズンである。ファーガソン監督の下、ユース時代から育て上げられたデビッド・ベッカム、ガリー・ネヴィル、ポール・スコールズ及びライアン・ギグスら、いわゆる「ファーギーズ・フレッジリングス（ファーガソンの雛鳥）」と呼ばれた選手達を中心に、UEFAチャンピオンズリーグ決勝でバイエルン・ミュンヘンを劇的な逆転で下し、ヨーロッパ覇者となった（カンプ・ノウの奇跡）。このシーズンは、リーグ優勝とFAカップ優勝を合わせたトレブル（3冠）を達成。ヨーロッパのサッカーシーンに「赤い悪魔」の名を轟かせた。
ヨーロッパのフットボール史において、UEFAチャンピオンズリーグ（旧UEFAチャンピオンズカップ）、国内リーグ、国内カップを制し、3冠を成し遂げたのは、1966-67シーズンのセルティック、1971-72シーズンのアヤックス、1987-88シーズンのPSV、2008-09シーズンと2014-15シーズンのバルセロナ、2009-10シーズンのインテル、2012-13シーズンと2019-20シーズンのバイエルン・ミュンヘン、2022-23シーズンのマンチェスター・シティのみである。
1995年にイプスウィッチ・タウン戦でリーグレコードの9-0の大差で勝利。1999-20シーズン、2000-01シーズンとリーグ優勝し、クラブ史上初のリーグ3連覇を達成した。
ユナイテッドはファーガソン監督の下、高い実力と人気を兼ね備え、1990年代はアーセナルとともに2強と呼ばれた。2002-03シーズン以降はアーセナル（2003-04シーズンに無敗優勝）、チェルシー（2004-05、2005-06シーズンに2連覇）からの王座奪還を目標とした。2005年10月29日、ミドルスブラ戦でクリスティアーノ・ロナウドが決めたゴールが、クラブのプレミアリーグ通算1000ゴール目（リーグ最速）となった。
2006-07シーズンにこれまでリーグ2連覇をしていたチェルシーとの激闘を制し、2002-03シーズン以来となるリーグ優勝を達成。2007-08シーズンにUEFAチャンピオンズリーグ決勝でチェルシーと対戦し、延長戦の末PK戦を制し、9年ぶり3回目のUEFAチャンピオンズリーグ優勝を成し遂げた。2007-08シーズン、2008-09シーズン共にリーグ優勝し、2度目となるリーグ3連覇を達成した。
コンスタントにタイトルを獲得し続けたファーガソンは、再びUEFAチャンピオンズリーグ制覇することを目標に、自ら獲得してきた香川真司やロビン・ファン・ペルシを巧みに用いたが、最後の指揮となってしまった2012-13シーズン、クラブ20回目となるリーグ優勝を置き土産に、27年間務めた監督職を勇退した。

### ファーガソン退任による迷走期への突入
2013年5月、ユナイテッドはファーガソンの後任に、エヴァートンを11年にわたり率いたファーガソンの同胞、デイヴィッド・モイーズが6年契約で就任すると発表した。夏の移籍市場でモイーズはエヴァートン時代の教え子であるマルアン・フェライニを獲得し、冬の移籍市場ではチェルシーからフアン・マタを獲得した。しかしスウォンジー・シティに史上初めてホームで敗戦を喫し、またプレミアリーグ以前も含めて史上初となるマージーサイドの2強（エヴァートンとリヴァプール）に揃って連敗するなど成績が低迷し、1994-95シーズン以来となるUEFAチャンピオンズリーグ出場権を逃した。結果として、モイーズは監督就任から1年持たず、2014年4月22日に解任が発表され、同シーズンの残り試合については、当シーズンからコーチ兼任だったライアン・ギグスが暫定監督に就任すると発表された。リーグ戦は7位で終了。25年ぶりにヨーロッパのカップ戦を逃すこととなった。
2014年5月18日、当時オランダ代表を率いていたルイ・ファン・ハールが、ワールドカップ後に3年契約で新監督に就任することが決定した。暫定監督を務めたギグスは選手を引退し、アシスタントコーチへの就任が決定。クラブは夏の移籍市場において、選手の補強費用に約260億円もの大金を投じた。ワールドカップブラジル大会で準優勝に輝いたアルゼンチン代表のマルコス・ロホやアンヘル・ディ・マリア、ファン・ハールのオランダ代表監督時代の教え子であるデイリー・ブリントのほか、アスレティック・ビルバオからアンデル・エレーラ、サウサンプトンからルーク・ショー、移籍期限ギリギリにASモナコからラダメル・ファルカオを獲得した。即戦力として期待されていたファルカオとディ・マリアが不調に陥ったものの、ルーニーやデ・ヘア、マタといった既存の戦力が機能し、リーグ戦は4位で終え、無冠ながら来季のUEFAチャンピオンズリーグプレーオフの出場権を獲得した。
2015-16シーズンはPSVから2014 FIFAワールドカップでオランダ代表の3位入りに貢献したファン・ハールの教え子でもあるメンフィス・デパイを始めとし、モナコからアントニー・マルシャル、バイエルン・ミュンヘンからバスティアン・シュヴァインシュタイガー、サウサンプトンからモルガン・シュネデルラン、サンプドリアからセルヒオ・ロメロ、トリノからマッテオ・ダルミアンを獲得するなど、前年に続いての大型補強を行った。しかしチャンピオンズリーグにおいては、ヴォルフスブルク、PSV、CSKAモスクワとのグループリーグで3位に終わり、グループステージ敗退となったほか、その後進んだヨーロッパリーグでもプレミアリーグの長年のライバルであるリヴァプールに2戦合計1-3で敗れ、ベスト16で姿を消した。2016年5月21日のFAカップ決勝でクリスタル・パレスを延長戦で破って12大会ぶり12度目のFAカップ優勝を飾ったものの、リーグ戦は5位に終わり、来季のUEFAチャンピオンズリーグ出場権を逃したことから、ファン・ハールは契約を1年残しての解任となった。
2016-17シーズンよりジョゼ・モウリーニョが新監督に就任。これまで2度チェルシーの監督を務め、3度のプレミアリーグ制覇を成し遂げた名将に名門マンチェスター・ユナイテッドの復活が期待された。夏の移籍市場ではズラタン・イブラヒモビッチ、ヘンリク・ムヒタリアン、エリック・バイリーや下部組織出身のポール・ポグバを獲得するなどの相変わらずの大型補強を実施し、リーグカップの決勝でサウサンプトンを下してモウリーニョ体制で初のタイトルを獲得した。リーグでは失点数がリーグ2位の29と堅守を披露し、クラブレコードとなるリーグ戦25試合連続無敗を記録したが、そのうち12試合で引き分けるなど勝ちきれない試合が続いて勝ち点が伸びず、最終的にヨーロッパのカップ戦出場圏外の6位に終わった。しかしUEFAヨーロッパリーグでは決勝まで勝ち進み、決勝でアヤックスに2-0で勝利して同大会初優勝をあげ、UEFAチャンピオンズリーグ出場権を獲得した。UEFAヨーロッパリーグの優勝によって、ユナイテッドはユヴェントス、アヤックス、バイエルン、チェルシーに次いでUEFA主催の主要3大会を制覇した5番目のクラブとなった。
モウリーニョ体制2年目の2017-18シーズンは、センターフォワードにエヴァートンからロメル・ルカク、ボランチにチェルシーからネマニャ・マティッチ、センターバックにSLベンフィカからビクトル・リンデロフと、昨シーズン問題のあったポジションに即戦力を獲得する補強を展開。これが功を奏し、前半戦終了時点で14勝3分2敗の勝ち点45と歴代優勝クラブに匹敵する好成績を叩き出すが、それを上回るペースで勝ち点を積んだ宿敵マンチェスター・シティの後塵を拝し2位で折り返す。冬の移籍市場でムヒタリアンとのトレードでアレクシス・サンチェスを獲得し追撃態勢を整えるが、シティの独走は止まらず、4月7日のマンチェスター・ダービーに3-2で逆転勝利して目の前での優勝決定を阻止するのが精一杯で、例年なら優勝もあり得た勝ち点81（25勝6分7敗）で、シティに歴代最多勝ち点差での優勝を許す2位に終わった。UEFAチャンピオンズリーグもベスト16でセビージャ相手に2戦合計1-2で不覚を取り、満足のいかないシーズンとなった。当シーズンをもって、13シーズンに渡ってユナイテッドで活躍したマイケル・キャリックが引退し、翌シーズンからコーチに就任した。
モウリーニョ体制3年目の2018-19シーズンは、アカデミー出身のGKサム・ジョンストンやブリントらを放出した一方で、サイドバックにポルトからディオゴ・ダロト、ミッドフィールダーにシャフタール・ドネツクからフレッジ、控えGKにリー・グラントを獲得。ところが、リーグ開始17試合の時点で昨季の28失点を上回り、特にリヴァプール、マンチェスター・シティ、トッテナム、チェルシー、アーセナルといった欧州カップ圏を争うBIG6間では3敗2分6得点13失点と後塵を拝することとなり、1-3で敗北した12月16日のリヴァプール戦をもってモウリーニョは解任となった。

### ファーガソンの教え子の帰還
2018年12月19日、モウリーニョ解任後の暫定監督にOBのオーレ・グンナー・スールシャールが就任した。スールシャールは、就任後のサポーターからの好感や、6連勝スタートを含め就任から12試合連続リーグ戦無敗などの好成績もあって、2019年3月28日に3年契約で正式に監督就任を果たした。ところが、奇跡と言われたUEFAチャンピオンズリーグのPSG戦後の公式戦でわずか2勝しかできず、最終節を待たずして来季のUEFAチャンピオンズリーグ出場権を逃すことになった。この結果に全世界のファンが黙っているはずもなく、twitter上に「#UnfollowManUnited」というハッシュタグが登場した。オーナーであるグレイザー一族やCEOであるエド・ウッドワードに対する抗議の意であるが、Twitter公式アカウントのフォロワーが減るのと比例してニューヨーク証券取引所においても株価が一時下落した。
スールシャールにとって初めてのフルシーズンとなる2019-20シーズン、夏の移籍市場では、クリスタル・パレスから昨季ブレークしたアーロン・ワン＝ビサカ、レスター・シティからDF史上最高額となる移籍金でハリー・マグワイアを獲得し、長年懸案だった守備陣の強化に成功したものの、MFは退団したアンデル・エレーラ、FWはインテルに移籍したロメル・ルカクの後釜の獲得に失敗し、費やした移籍金の高さも相まってウッドワードCEOは再び非難を浴びることになった。開幕戦こそチェルシーに4-0で圧勝したものの、そこからクリスタル・パレス、サウサンプトン、ウェストハムといった格下から勝ち点をとりこぼし続け、前半戦は8位で折り返した。冬の移籍市場でスポルティングCPからMFブルーノ・フェルナンデスを獲得すると、彼を起用した第25節から13戦負けなしと猛烈な追い上げを見せ、第37節にレスター・シティとチェルシーを捉えてCL出場圏内の3位に浮上した。最終節は5位レスターとの直接対決となり、負ければ5位転落の可能性もあったこの試合を2-0で制し、2年ぶりにCL出場権を獲得した。
2020-21シーズン、スールシャール体制も3シーズン目に突入。夏の移籍市場は、終盤まで新戦力がドニー・ファン・デ・ベークのみと補強が進まずファンも苛立ちを募らせたものの、最終日にエディンソン・カバーニ、アレックス・テレスの獲得が決まって補強を終えた。年が明けて2021年1月12日にはファーガソン最終年以来となる、8年ぶりの年明け首位に立った。ところが首位陥落後、欧州スーパーリーグ騒動において40億ユーロの資金支援を表明したJPモルガン・チェースにウッドワードCEOが勤務していた過去が関係していた為か、カントナらを筆頭にOBの批判を浴びた結果、4月21日をもってウッドワードCEOの2021年限りでの退任、さらにファンと政府関係者からも批判を浴びたとしてスーパーリーグ撤退が発表された。CLではパリ・サンジェルマン、ライプツィヒと同組となり、3位でEL決勝トーナメントに回ることになった。ELでは順調に勝ち進んだが、決勝でビジャレアルに敗れ2016-17シーズン以来の優勝はならなかった。
2021-22シーズンはジェイドン・サンチョとラファエル・ヴァランなどを獲得し、更に8月27日にはクリスティアーノ・ロナウドを再獲得するなど、積極的な動きを見せた。しかし第9節と第11節で宿敵のリヴァプールとマンチェスター・シティに5-0、2-0で完敗し、第12節の格下ワトフォード戦も1-4で敗れたことで11月21日、スールシャール監督は解任され、マイケル・キャリックがシーズン終了までの暫定的な監督を務めることが公式発表された。11月29日、シーズン終了までの暫定的な監督としてラルフ・ラングニックの就任を発表した。また、2022-23シーズンから2シーズンの間、同氏はチームのコンサルタントとして就任することも発表された。12月3日、選手時代から含めて15年クラブに在籍したキャリックが暫定監督を退任しクラブを退団することを発表した。しかし、その後もリヴァプールに0-4、マンチェスターシティに1-4などの敗北を喫するなどして低迷し、36節のブライトン戦を0-4で落とすと、2節を残してCL出場権圏外の順位でシーズンを終える事が確定し、クラブの勝ち点、失点共にプレミアリーグ創設以来の最低記録を更新した。また、アレックス・ファーガソンが勇退して以来、2022年8月現在で、10億ポンド(日本円で1624億)を費やしている。

### テン・ハフ、アモリム体制
2022-23シーズンよりエリック・テン・ハフが監督に就任した。また、ラングニックとのコンサルタント契約は白紙となった。契約満了により、フアン・マタ、エディンソン・カバーニ、ネマニャ・マティッチ、ジェシー・リンガード、ポール・ポグバが退団。夏の移籍市場でタイレル・マラシア、クリスティアン・エリクセン、リサンドロ・マルティネス、カゼミーロ、アントニーを獲得した。リーグ戦は開幕2連敗を喫するが第3節で宿敵リヴァプールに勝利し、第6節で開幕5連勝中のアーセナルに今シーズン初黒星を与えた。11月にロナウドが退団。冬の移籍市場ではボウト・ベグホルスト、マルセル・ザビッツァー、ジャック・バトランドを獲得。EFLカップの決勝でニューカッスル・ユナイテッドを2-0で破り、6シーズン振りのタイトルを獲得した。ELではグループリーグでレアル・ソシエダと同ポイントながら得失点差により2位でプレーオフに回ることになった。プレーオフでバルセロナ、ベスト16でレアル・ベティスに勝利したが、ベスト8でEL最多優勝を誇るセビージャに敗れた。リーグは3位でフィニッシュし、2シーズンぶりにCL権を獲得した。FAカップは決勝まで駒を進めマンチェスター・シティと相まみえた（決勝では初のマンチェスター・ダービー）が、マンチェスター・シティのイルカイ・ギュンドアンに2ゴールを喫し、1-2で敗れた。
2023-24シーズン、ジョーンズとデ・ヘアが契約満了で退団しこれでファーガソンの教え子全員がクラブから去ったと思われたがジョニー・エヴァンスが復帰した。また今シーズンは不調が続きチームの最低順位でシーズンを終えることになった。FAカップではマンチェスター・シティとの対戦で2-１で勝利しFAカップ優勝を果たした。
2024-25シーズン、マルシャルとヴァランが契約満了で退団。アーロン・ワン=ビサカ、マクトミネイ、ドニー・ファン・デ・ベーク、ハンニバル・メイブリ、グリーンウッド、ペリストリ、アルバロ・フェルナンデス、カンブワラなどが完全移籍しこの他にもユース出身者を含む多くの選手を大量放出。サンチョはチェルシーへレンタル移籍した。補強の面ではDF陣の再構築を図るためリールからレニー・ヨロとバイエルン・ミュンヘンからマタイス・デ・リフトを獲得。ワン=ビサカの抜けたSBには同じくバイエルン・ミュンヘンからヌサイル・マズラウィを獲得。長年問題視されていたアンカーポジションにPSGからマヌエル・ウガルテを獲得し、マルシャルの抜けた攻撃陣にはボローニャでブレイクしたジョシュア・ザークツィーを獲得した。2024年10月28日、成績不振が続く中、テンハフは監督を退任し、本シーズンからコーチを務めていたルート・ファン・ニステルローイが暫定監督に就任した。11月1日、プリメイラ・リーガのスポルティングCPの監督を務めていたルベン・アモリムが監督に就任することが発表された。アモリムは11月11日よりチームに合流するため、ファンニステルローイは11月10日のレスター戦までチームを率いることとなった。アモリム就任後、年内最後のニューカッスル戦を0-2で落とし、1979年以来のホーム3連敗となった。冬の移籍市場では、アーセナルからエイデン・ヘブン、USレッチェからパトリック・ドルグを獲得し、マラシアはPSVアイントホーフェンへ、下部組織出身の10番であるラッシュフォードはアストン・ヴィラFCへ、買取オプション付きで期限付き移籍し、アントニーはレアル・ベティスへ期限付き移籍した。
年明けからも調子は上がらず、ウルヴァーハンプトンやウェストハムなどの同じ下位陣にもホームで敗れる。最終節で上位のアストン・ヴィラに勝利するも、15位でリーグを終え、2年連続でプレミア最低順位を更新。プレミア以前を含めても、1989-90シーズン以来の二桁順位、降格した1973-74シーズン以来の低い順位となった。シーズンを通して一度も連勝がなく、プレミアリーグでの連続未勝利（8試合）、最少勝利数（11勝）、最多敗戦数（18敗）、最少得点（44得点）など、あらゆるマイナスの記録を樹立し、強豪のイメージが崩れ去るシーズンとなった。
UEFAヨーロッパリーグでは順調に駒を進め、準決勝のリヨン戦では延長で2点先取され絶望的な状況となりながら、フェルナンデス、メイヌー、マグワイアの3得点で劇的な突破を果たす。決勝では同じプレミアリーグのトッテナムと対戦し0-1で敗れた。
シーズンオフのアジア遠征では、ASEANオールスターズに0-1で敗れる。続く香港戦では、先制されるも3得点を挙げて勝利する。

## サポーター
世界屈指の人気・規模を誇るクラブであり、2012年に大手市場調査会社であるカンター社により、ファンの数が世界人口のおよそ11人に1人にあたる6億5,900万人と発表された。これはサッカーに限らず、世界中のすべてのスポーツチームの中で最も多い。
著名人のファンとして挙げられるのは、地元出身のロックバンドストーン・ローゼズのメンバーで、熱狂的なファンで知られる彼らの楽曲「This Is The One」は入場曲として長らく使用されている。また、ギャリー・ネヴィルの引退試合では、ボーカルのイアン・ブラウンが同曲をアカペラで合唱した。他にも、自身がチェアマンを務めるバンド “シンプリー・レッド” の名前の由来に「地毛が赤」と「マンチェスター・ユナイテッドが好きだから」を掲げるミック・ハックネルや、父親が元在籍選手だったイアン・マクシェーン、2012年と2014年のPGAツアー賞金王であるローリー・マキロイ、クリケット選手のマヘンドラ・シン・ドーニ、世界最高峰のプロレス団体WWEにて史上初のクルーザー級かつ覆面スーパースターとして当時の番組最高王座を獲得したレイ・ミステリオ、2009年に練習場を訪れたこともある100m走＆200m走の世界記録保持者ウサイン・ボルト、元選手のガリー・ネヴィルに「モウリーニョはまるで彼のようだ」と例えられたフロイド・メイウェザー、そのメイウェザーと偉大なる戦いで対峙したマニー・パッキャオらである。北朝鮮の最高指導者である金正恩もファンである。

## ユニフォーム
創立時は白いシャツに青いパンツであり、その後は創立時のニュートン・ヒースLYRのチームカラーである緑色と黄色を基調としたものであった。1902年に名称が変更されてから赤が基調となった。
発足当初のユニフォームに付けられたエンブレムはマンチェスター市に由来する紋章で、帆船が中心に描かれている。帆船は現在まで描かれているが、愛称の「赤い悪魔」に由来する悪魔が描かれるのは1970年代に入ってからである。
2001-02シーズンは「マンチェスター・ユナイテッド」という名称になってから100周年ということで、アウェイでは白色と金色で構成されたユニフォームを着用した。
2018-19シーズンのサードユニフォームは、アディダスとコラボレーションした、海洋プラスチックでできたユニフォームを発表した。

### 歴代ユニフォーム
|                      |
| 1879–1880, 1896–1902 |

|           |
| 1880–1887 |

|           |
| 1887–1893 |

|           |
| 1893–1894 |

|           |
| 1894–1896 |

|                                                       |
| 1902–1920, 1921–1922, 1927–1934, 1934–1960, 1971–現在 |

|                      |
| 1920–1921, 1963–1971 |

|           |
| 1922–1927 |

|      |
| 1934 |

|           |
| 1960–1963 |

## タイトル

### 国内タイトル
- プレミアリーグ 13回

1992-93, 1993-94, 1995-96, 1996-97, 1998-99, 1999-00, 2000-01, 2002-03, 2006-07, 2007-08, 2008-09, 2010-11, 2012-13
- フットボールリーグ：7回

1907-08, 1910-11, 1951-52, 1955-56, 1956-57, 1964-65, 1966-67,
- FAカップ：13回

1908-09, 1947-48, 1962-63, 1976-77, 1982-83, 1984-85, 1989-90, 1993-94, 1995-96, 1998-99, 2003-04, 2015-16, 2023-24
- EFLカップ：6回

1991-92, 2005-06, 2008-09, 2009-10, 2016-17, 2022-23
- FAチャリティ/コミュニティーシールド：21回 (17回単独, 4回同時)

1908, 1911, 1952, 1956, 1957, 1965*, 1967*, 1977*, 1983, 1990*, 1993, 1994, 1996, 1997, 2003, 2007, 2008, 2010, 2011, 2013, 2016 (*印はタイトル共有)

### 国際タイトル
- UEFAチャンピオンズリーグ  (旧UEFAチャンピオンズカップを含む)：3回

1967-68, 1998-99, 2007-08
- UEFAカップウィナーズカップ：1回

1990-91
- UEFAヨーロッパリーグ : 1回

2016-17
- UEFAスーパーカップ：1回

1991
- FIFAクラブワールドカップ ：1回

2008
- インターコンチネンタルカップ (トヨタカップを含む)：1回

1999

## 過去の成績
| - Div = ディビジョン - EFL = Football League First Division - EFL2 = Football League Second Division - EPL = プレミアリーグ - FA = FAカップ - EFL = EFLカップ - CS = FAコミュニティ・シールド | - CL= UEFAチャンピオンズリーグ - CWC = UEFAカップウィナーズカップ - EL = UEFAヨーロッパリーグ - ECL - UEFAヨーロッパカンファレンスリーグ - USC = UEFAスーパーカップ - CWC = FIFAクラブワールドカップ - IC = インターコンチネンタルカップ |

| 優勝 | 準優勝 | 昇格 | 降格 |

| シーズン | 国内リーグ | 国内リーグ | 国内リーグ | 国内リーグ | 国内リーグ | 国内リーグ | 国内リーグ | 国内リーグ | 国内リーグ | FA      | EFL         | CS     | UEFA        | UEFA        | UEFA            | UEFA        | UEFA        | FIFA        | FIFA        |
| シーズン | Div        | 試         | 勝         | 引         | 負         | 得         | 失         | 点         | 順位       | FA      | EFL         | CS     | CL          | CWC         | EL              | ECL         | USC         | CWC         | IC          |
| -------- | ---------- | ---------- | ---------- | ---------- | ---------- | ---------- | ---------- | ---------- | ---------- | ------- | ----------- | ------ | ----------- | ----------- | --------------- | ----------- | ----------- | ----------- | ----------- |
| 1946-47  | EFL        | 42         | 22         | 12         | 8          | 95         | 54         | 56         | 2位        | 4回戦   | 大会 創設前 |        | 大会 創設前 | 大会 創設前 | 大会 創設前     | 大会 創設前 | 大会 創設前 | 大会 創設前 | 大会 創設前 |
| 1947-48  | EFL        | 42         | 19         | 14         | 9          | 81         | 48         | 52         | 2位        | 優勝    | 大会 創設前 |        | 大会 創設前 | 大会 創設前 | 大会 創設前     | 大会 創設前 | 大会 創設前 | 大会 創設前 | 大会 創設前 |
| 1948-49  | EFL        | 42         | 21         | 11         | 10         | 77         | 44         | 53         | 2位        | ベスト4 | 大会 創設前 | 準優勝 | 大会 創設前 | 大会 創設前 | 大会 創設前     | 大会 創設前 | 大会 創設前 | 大会 創設前 | 大会 創設前 |
| 1949-50  | EFL        | 42         | 18         | 14         | 10         | 69         | 44         | 50         | 4位        | 6回戦   | 大会 創設前 |        | 大会 創設前 | 大会 創設前 | 大会 創設前     | 大会 創設前 | 大会 創設前 | 大会 創設前 | 大会 創設前 |
| 1950-51  | EFL        | 42         | 24         | 8          | 10         | 74         | 40         | 56         | 2位        | 6回戦   | 大会 創設前 |        | 大会 創設前 | 大会 創設前 | 大会 創設前     | 大会 創設前 | 大会 創設前 | 大会 創設前 | 大会 創設前 |
| 1951-52  | EFL        | 42         | 23         | 11         | 8          | 95         | 52         | 57         | 1位        | 3回戦   | 大会 創設前 |        | 大会 創設前 | 大会 創設前 | 大会 創設前     | 大会 創設前 | 大会 創設前 | 大会 創設前 | 大会 創設前 |
| 1952-53  | EFL        | 42         | 18         | 10         | 14         | 69         | 72         | 46         | 8位        | 5回戦   | 大会 創設前 | 優勝   | 大会 創設前 | 大会 創設前 | 大会 創設前     | 大会 創設前 | 大会 創設前 | 大会 創設前 | 大会 創設前 |
| 1953-54  | EFL        | 42         | 18         | 12         | 12         | 73         | 58         | 48         | 4位        | 3回戦   | 大会 創設前 |        | 大会 創設前 | 大会 創設前 | 大会 創設前     | 大会 創設前 | 大会 創設前 | 大会 創設前 | 大会 創設前 |
| 1954-55  | EFL        | 42         | 20         | 7          | 15         | 84         | 74         | 47         | 5位        | 4回戦   | 大会 創設前 |        | 大会 創設前 | 大会 創設前 | 大会 創設前     | 大会 創設前 | 大会 創設前 | 大会 創設前 | 大会 創設前 |
| 1955-56  | EFL        | 42         | 25         | 10         | 7          | 83         | 51         | 60         | 1位        | 3回戦   | 大会 創設前 |        |             | 大会 創設前 | UIC として 開催 | 大会 創設前 | 大会 創設前 | 大会 創設前 | 大会 創設前 |
| 1956-57  | EFL        | 42         | 28         | 8          | 6          | 103        | 54         | 64         | 1位        | 準優勝  | 大会 創設前 | 優勝   | ベスト4     | 大会 創設前 | UIC として 開催 | 大会 創設前 | 大会 創設前 | 大会 創設前 | 大会 創設前 |
| 1957-58  | EFL        | 42         | 16         | 11         | 15         | 85         | 75         | 43         | 9位        | 準優勝  | 大会 創設前 | 優勝   | ベスト4     | 大会 創設前 | UIC として 開催 | 大会 創設前 | 大会 創設前 | 大会 創設前 | 大会 創設前 |
| 1958-59  | EFL        | 42         | 24         | 7          | 11         | 103        | 66         | 55         | 2位        | 3回戦   | 大会 創設前 |        |             | 大会 創設前 | UIC として 開催 | 大会 創設前 | 大会 創設前 | 大会 創設前 | 大会 創設前 |
| 1959-60  | EFL        | 42         | 19         | 7          | 16         | 102        | 80         | 45         | 7位        | 5回戦   | 大会 創設前 |        |             | 大会 創設前 | UIC として 開催 | 大会 創設前 | 大会 創設前 | 大会 創設前 | 大会 創設前 |
| 1960-61  | EFL        | 42         | 18         | 9          | 15         | 88         | 76         | 45         | 7位        | 4回戦   | 2回戦       |        |             |             | UIC として 開催 | 大会 創設前 | 大会 創設前 | 大会 創設前 |             |
| 1961-62  | EFL        | 42         | 15         | 9          | 18         | 72         | 75         | 39         | 15位       | ベスト4 | 不参加      |        |             |             | UIC として 開催 | 大会 創設前 | 大会 創設前 | 大会 創設前 |             |
| 1962-63  | EFL        | 42         | 12         | 10         | 20         | 67         | 81         | 34         | 19位       | 優勝    | 不参加      |        |             |             | UIC として 開催 | 大会 創設前 | 大会 創設前 | 大会 創設前 |             |
| 1963-64  | EFL        | 42         | 23         | 7          | 12         | 90         | 62         | 53         | 2位        | ベスト4 | 不参加      | 準優勝 |             | ベスト8     | UIC として 開催 | 大会 創設前 | 大会 創設前 | 大会 創設前 |             |
| 1964-65  | EFL        | 42         | 26         | 9          | 7          | 89         | 39         | 61         | 1位        | ベスト4 | 不参加      |        |             |             | UIC として 開催 | 大会 創設前 | 大会 創設前 | 大会 創設前 |             |
| 1965-66  | EFL        | 42         | 18         | 15         | 9          | 84         | 59         | 51         | 4位        | ベスト4 | 不参加      | 引分   | ベスト4     |             | UIC として 開催 | 大会 創設前 | 大会 創設前 | 大会 創設前 |             |
| 1966-67  | EFL        | 42         | 24         | 12         | 6          | 84         | 45         | 60         | 1位        | 4回戦   | 2回戦       |        |             |             | UIC として 開催 | 大会 創設前 | 大会 創設前 | 大会 創設前 |             |
| 1967-68  | EFL        | 42         | 24         | 8          | 10         | 89         | 55         | 56         | 2位        | 3回戦   |             | 引分   | 優勝        |             | UIC として 開催 | 大会 創設前 | 大会 創設前 | 大会 創設前 |             |
| 1968-69  | EFL        | 42         | 15         | 12         | 15         | 57         | 53         | 42         | 11位       | 6回戦   |             |        | ベスト4     |             | UIC として 開催 | 大会 創設前 | 大会 創設前 | 大会 創設前 | ベスト4     |
| 1969-70  | EFL        | 42         | 14         | 17         | 11         | 66         | 61         | 45         | 8位        | 3回戦   | ベスト4     |        |             |             | UIC として 開催 | 大会 創設前 | 大会 創設前 | 大会 創設前 |             |
| 1970-71  | EFL        | 42         | 16         | 11         | 15         | 65         | 66         | 43         | 8位        | 3回戦   | ベスト4     |        |             |             | UIC として 開催 | 大会 創設前 | 大会 創設前 | 大会 創設前 |             |
| 1971-72  | EFL        | 42         | 19         | 10         | 13         | 69         | 61         | 48         | 8位        | 6回戦   | 4回戦       |        |             |             |                 | 大会 創設前 | 大会 創設前 | 大会 創設前 |             |
| 1972-73  | EFL        | 42         | 12         | 13         | 17         | 44         | 60         | 37         | 18位       | 3回戦   | 3回戦       |        |             |             |                 | 大会 創設前 |             | 大会 創設前 |             |
| 1973-74  | EFL        | 42         | 10         | 12         | 20         | 38         | 48         | 32         | 21位       | 4回戦   | 2回戦       |        |             |             |                 | 大会 創設前 |             | 大会 創設前 |             |
| 1974-75  | EFL2       | 42         | 26         | 9          | 7          | 66         | 30         | 61         | 1位        | 3回戦   | ベスト4     |        |             |             |                 | 大会 創設前 |             | 大会 創設前 |             |
| 1975-76  | EFL        | 42         | 23         | 10         | 9          | 68         | 42         | 56         | 3位        | 準優勝  | 4回戦       |        |             |             |                 | 大会 創設前 |             | 大会 創設前 |             |
| 1976-77  | EFL        | 42         | 18         | 11         | 13         | 71         | 62         | 47         | 6位        | 優勝    | 5回戦       |        |             |             | 2回戦           | 大会 創設前 |             | 大会 創設前 |             |
| 1977-78  | EFL        | 42         | 16         | 10         | 16         | 67         | 63         | 42         | 10位       | 4回戦   | 2回戦       | 引分   |             | 2回戦       |                 | 大会 創設前 |             | 大会 創設前 |             |
| 1978-79  | EFL        | 42         | 15         | 15         | 12         | 60         | 63         | 45         | 9位        | 準優勝  | 3回戦       |        |             |             |                 | 大会 創設前 |             | 大会 創設前 |             |
| 1979-80  | EFL        | 42         | 24         | 10         | 8          | 65         | 35         | 58         | 2位        | 3回戦   | 3回戦       |        |             |             |                 | 大会 創設前 |             | 大会 創設前 |             |
| 1980-81  | EFL        | 42         | 15         | 18         | 9          | 51         | 36         | 48         | 8位        | 4回戦   | 2回戦       |        |             |             | 1回戦           | 大会 創設前 |             | 大会 創設前 |             |
| 1981-82  | EFL        | 42         | 22         | 12         | 8          | 59         | 29         | 78         | 3位        | 3回戦   | 2回戦       |        |             |             |                 | 大会 創設前 |             | 大会 創設前 |             |
| 1982-83  | EFL        | 42         | 19         | 13         | 10         | 56         | 38         | 70         | 3位        | 優勝    | 準優勝      |        |             |             | 1回戦           | 大会 創設前 |             | 大会 創設前 |             |
| 1983-84  | EFL        | 42         | 20         | 14         | 8          | 71         | 41         | 74         | 4位        | 3回戦   | 4回戦       | 優勝   |             | ベスト4     |                 | 大会 創設前 |             | 大会 創設前 |             |
| 1984-85  | EFL        | 42         | 22         | 10         | 10         | 77         | 47         | 76         | 4位        | 優勝    | 3回戦       |        |             |             | ベスト8         | 大会 創設前 |             | 大会 創設前 |             |
| 1985-86  | EFL        | 42         | 22         | 10         | 10         | 70         | 36         | 76         | 4位        | 5回戦   | 4回戦       | 準優勝 |             |             |                 | 大会 創設前 |             | 大会 創設前 |             |
| 1986-87  | EFL        | 42         | 14         | 14         | 14         | 52         | 45         | 56         | 11位       | 4回戦   | 3回戦       |        |             |             |                 | 大会 創設前 |             | 大会 創設前 |             |
| 1987-88  | EFL        | 40         | 23         | 12         | 5          | 71         | 38         | 81         | 2位        | 5回戦   | 5回戦       |        |             |             |                 | 大会 創設前 |             | 大会 創設前 |             |
| 1988-89  | EFL        | 38         | 13         | 12         | 13         | 45         | 35         | 51         | 11位       | 6回戦   | 3回戦       |        |             |             |                 | 大会 創設前 |             | 大会 創設前 |             |
| 1989-90  | EFL        | 38         | 13         | 9          | 16         | 46         | 47         | 48         | 13位       | 優勝    | 3回戦       |        |             |             |                 | 大会 創設前 |             | 大会 創設前 |             |
| 1990-91  | EFL        | 38         | 16         | 12         | 10         | 58         | 45         | 59         | 6位        | 5回戦   | 準優勝      | 引分   |             | 優勝        |                 | 大会 創設前 |             | 大会 創設前 |             |
| 1991-92  | EFL        | 42         | 21         | 15         | 6          | 63         | 33         | 78         | 2位        | 4回戦   | 優勝        |        |             | 2回戦       |                 | 大会 創設前 | 優勝        | 大会 創設前 |             |
| 1992-93  | EPL        | 42         | 24         | 12         | 6          | 67         | 31         | 84         | 1位        | 5回戦   | 3回戦       |        |             |             | 1回戦           | 大会 創設前 |             | 大会 創設前 |             |
| 1993-94  | EPL        | 42         | 27         | 11         | 4          | 80         | 38         | 92         | 1位        | 優勝    | 準優勝      | 優勝   | 2回戦       |             |                 | 大会 創設前 |             | 大会 創設前 |             |
| 1994-95  | EPL        | 42         | 26         | 10         | 6          | 77         | 28         | 88         | 2位        | 準優勝  | 3回戦       | 優勝   | GL敗退      |             |                 | 大会 創設前 |             | 大会 創設前 |             |
| 1995-96  | EPL        | 38         | 25         | 7          | 6          | 73         | 35         | 82         | 1位        | 優勝    | 2回戦       |        |             |             | 1回戦           | 大会 創設前 |             | 大会 創設前 |             |
| 1996-97  | EPL        | 38         | 21         | 12         | 5          | 76         | 44         | 75         | 1位        | 4回戦   | 4回戦       | 優勝   | ベスト4     |             |                 | 大会 創設前 |             | 大会 創設前 |             |
| 1997-98  | EPL        | 38         | 23         | 8          | 7          | 73         | 26         | 77         | 2位        | 5回戦   | 3回戦       | 優勝   | ベスト8     |             |                 | 大会 創設前 |             | 大会 創設前 |             |
| 1998-99  | EPL        | 38         | 22         | 13         | 3          | 80         | 37         | 79         | 1位        | 優勝    | 5回戦       | 準優勝 | 優勝        |             |                 | 大会 創設前 |             | 大会 創設前 |             |
| 1999-00  | EPL        | 38         | 28         | 7          | 3          | 97         | 45         | 91         | 1位        | 不参加  | 3回戦       | 準優勝 | ベスト8     | 大会 廃止   |                 | 大会 創設前 | 準優勝      | GL敗退      | 優勝        |
| 2000-01  | EPL        | 38         | 24         | 8          | 6          | 79         | 31         | 80         | 1位        | 4回戦   | 4回戦       | 準優勝 | ベスト8     | 大会 廃止   |                 | 大会 創設前 |             | 開催 されず |             |
| 2001-02  | EPL        | 38         | 24         | 5          | 9          | 87         | 45         | 77         | 3位        | 4回戦   | 3回戦       | 準優勝 | ベスト4     | 大会 廃止   |                 | 大会 創設前 |             | 開催 されず |             |
| 2002-03  | EPL        | 38         | 25         | 8          | 5          | 74         | 34         | 83         | 1位        | 5回戦   | 準優勝      |        | ベスト8     | 大会 廃止   |                 | 大会 創設前 |             | 開催 されず |             |
| 2003-04  | EPL        | 38         | 23         | 6          | 9          | 64         | 35         | 75         | 3位        | 優勝    | 4回戦       | 優勝   | ベスト8     | 大会 廃止   |                 | 大会 創設前 |             | 開催 されず |             |
| 2004-05  | EPL        | 38         | 22         | 11         | 5          | 58         | 26         | 77         | 3位        | 準優勝  | ベスト4     | 準優勝 | ベスト8     | 大会 廃止   |                 | 大会 創設前 |             | 開催 されず |             |
| 2005-06  | EPL        | 38         | 25         | 8          | 5          | 72         | 34         | 83         | 2位        | 5回戦   | 優勝        |        | GL敗退      | 大会 廃止   |                 | 大会 創設前 |             |             | CWCへ 移行  |
| 2006-07  | EPL        | 38         | 28         | 5          | 5          | 83         | 27         | 89         | 1位        | 準優勝  | 4回戦       |        | ベスト4     | 大会 廃止   |                 | 大会 創設前 |             |             | CWCへ 移行  |
| 2007-08  | EPL        | 38         | 27         | 6          | 5          | 80         | 22         | 87         | 1位        | 6回戦   | 3回戦       | 優勝   | 優勝        | 大会 廃止   |                 | 大会 創設前 |             |             | CWCへ 移行  |
| 2008-09  | EPL        | 38         | 28         | 6          | 4          | 68         | 24         | 90         | 1位        | ベスト4 | 優勝        | 優勝   | 準優勝      | 大会 廃止   |                 | 大会 創設前 | 準優勝      | 優勝        | CWCへ 移行  |
| 2009-10  | EPL        | 38         | 27         | 4          | 7          | 86         | 28         | 85         | 2位        | 3回戦   | 優勝        | 準優勝 | ベスト8     | 大会 廃止   |                 | 大会 創設前 |             |             | CWCへ 移行  |
| 2010-11  | EPL        | 38         | 23         | 11         | 4          | 78         | 37         | 80         | 1位        | ベスト4 | 5回戦       | 優勝   | 準優勝      | 大会 廃止   |                 | 大会 創設前 |             |             | CWCへ 移行  |
| 2011-12  | EPL        | 38         | 28         | 5          | 5          | 89         | 33         | 89         | 2位        | 4回戦   | 5回戦       | 優勝   | GL敗退      | 大会 廃止   | ベスト8         | 大会 創設前 |             |             | CWCへ 移行  |
| 2012-13  | EPL        | 38         | 28         | 5          | 5          | 86         | 43         | 89         | 1位        | 6回戦   | 4回戦       |        | ベスト16    | 大会 廃止   |                 | 大会 創設前 |             |             | CWCへ 移行  |
| 2013-14  | EPL        | 38         | 19         | 7          | 12         | 64         | 43         | 64         | 7位        | 3回戦   | ベスト4     | 優勝   | ベスト8     | 大会 廃止   |                 | 大会 創設前 |             |             | CWCへ 移行  |
| 2014-15  | EPL        | 38         | 20         | 10         | 8          | 62         | 37         | 70         | 4位        | 6回戦   | 2回戦       |        |             | 大会 廃止   |                 | 大会 創設前 |             |             | CWCへ 移行  |
| 2015-16  | EPL        | 38         | 19         | 9          | 10         | 49         | 35         | 66         | 5位        | 優勝    | 4回戦       |        | GL敗退      | 大会 廃止   | ベスト8         | 大会 創設前 |             |             | CWCへ 移行  |
| 2016-17  | EPL        | 38         | 18         | 15         | 5          | 54         | 29         | 69         | 6位        | ベスト8 | 優勝        | 優勝   |             | 大会 廃止   | 優勝            | 大会 創設前 |             |             | CWCへ 移行  |
| 2017-18  | EPL        | 38         | 25         | 6          | 7          | 68         | 28         | 81         | 2位        | 準優勝  | 5回戦       |        | ベスト16    | 大会 廃止   |                 | 大会 創設前 | 準優勝      |             | CWCへ 移行  |
| 2018-19  | EPL        | 38         | 19         | 9          | 10         | 65         | 54         | 66         | 6位        | ベスト8 | 3回戦       |        | ベスト8     | 大会 廃止   |                 | 大会 創設前 |             |             | CWCへ 移行  |
| 2019-20  | EPL        | 38         | 18         | 12         | 8          | 66         | 36         | 66         | 3位        | ベスト4 | ベスト4     |        |             | 大会 廃止   | ベスト4         | 大会 創設前 |             |             | CWCへ 移行  |
| 2020-21  | EPL        | 38         | 21         | 11         | 6          | 73         | 44         | 74         | 2位        | ベスト8 | ベスト4     |        | GL敗退      | 大会 廃止   | 準優勝          | 大会 創設前 |             |             | CWCへ 移行  |
| 2021-22  | EPL        | 38         | 16         | 10         | 12         | 57         | 57         | 58         | 6位        | 4回戦   | 3回戦       |        | ベスト16    | 大会 廃止   |                 |             |             |             | CWCへ 移行  |
| 2022-23  | EPL        | 38         | 23         | 6          | 9          | 58         | 43         | 75         | 3位        | 準優勝  | 優勝        |        |             | 大会 廃止   | ベスト8         |             |             |             | CWCへ 移行  |
| 2023-24  | EPL        | 38         | 18         | 6          | 14         | 57         | 58         | 60         | 8位        | 優勝    | 4回戦       |        | GL敗退      | 大会 廃止   |                 |             |             |             | CWCへ 移行  |
| 2024-25  | EPL        | 38         | 11         | 9          | 18         | 44         | 54         | 42         | 15位       | 5回戦   | ベスト8     | 準優勝 |             | 大会 廃止   | 決勝            |             |             |             | CWCへ 移行  |

## 現所属メンバー
プレミアリーグ2024-2025シーズン 開幕フォーメーション (4-2-3-1)
2025年7月22日現在(背番号は最新のもの)
注：選手の国籍表記はFIFAの定めた代表資格ルールに基づく。
| No. | Pos. |                  | 選手名                      |
| --- | ---- | ---------------- | --------------------------- |
| 1   | GK   | トルコ           | アルタイ・バユンドゥル      |
| 2   | DF   | ポルトガル       | ディオゴ・ダロト            |
| 3   | DF   | モロッコ         | ヌサイル・マズラウィ()      |
| 4   | DF   | オランダ         | マタイス・デ・リフト        |
| 5   | DF   | イングランド     | ハリー・マグワイア★         |
| 6   | DF   | アルゼンチン     | リサンドロ・マルティネス    |
| 7   | MF   | イングランド     | メイソン・マウント★         |
| 8   | MF   | ポルトガル       | ブルーノ・フェルナンデス()  |
| 9   | FW   | デンマーク       | ラスムス・ホイルンド☆       |
| 10  | FW   | ブラジル         | マテウス・クーニャ          |
| 11  | FW   | オランダ         | ジョシュア・ザークツィー()  |
| 12  | DF   | オランダ         | タイレル・マラシア          |
| 13  | DF   | デンマーク       | パトリック・ドルグ ()       |
| 15  | DF   | フランス         | レニー・ヨロ ()             |
| 16  | FW   | コートジボワール | アマド・ディアロ()☆         |
| 17  | FW   | アルゼンチン     | アレハンドロ・ガルナチョ()☆ |

| No. | Pos. |              | 選手名                   |
| --- | ---- | ------------ | ------------------------ |
| 18  | MF   | ブラジル     | カゼミーロ()             |
| 19  | FW   | カメルーン   | ブライアン・ムベウモ()   |
| 21  | FW   | ブラジル     | アントニー               |
| 22  | GK   | イングランド | トム・ヒートン★          |
| 23  | DF   | イングランド | ルーク・ショー★          |
| 24  | GK   | カメルーン   | アンドレ・オナナ         |
| 25  | MF   | ウルグアイ   | マヌエル・ウガルテ       |
| 26  | DF   | イングランド | エイデン・ヘブン☆        |
| 30  | FW   | スロベニア   | ベンヤミン・シェシュコ   |
| 32  | FW   | デンマーク   | チド・オビ               |
| 33  | DF   | イングランド | タイラー・フレドリクソン |
| 35  | DF   | パラグアイ   | ディエゴ・レオン         |
| 37  | MF   | イングランド | コビー・メイヌー()☆      |
| 41  | DF   | イングランド | ハリー・アマス☆          |
| 43  | MF   | イングランド | トビー・コリアー☆        |
| --  | FW   | イングランド | ジェイドン・サンチョ     |

※括弧内の国旗はその他の保有国籍を、★はホーム・グロウン選手、☆はU-21登録選手を示す。
監督
- ルベン・アモリム

### ローン移籍
in
注：選手の国籍表記はFIFAの定めた代表資格ルールに基づく。
| No. | Pos. |  | 選手名 |
| --- | ---- |  | ------ |

| No. | Pos. |  | 選手名 |
| --- | ---- |  | ------ |

out
注：選手の国籍表記はFIFAの定めた代表資格ルールに基づく。
| No. | Pos. |              | 選手名                                            |
| --- | ---- | ------------ | ------------------------------------------------- |
| --  | FW   | イングランド | マーカス・ラッシュフォード (FCバルセロナ)         |
| --  | FW   | イングランド | イーサン・ウィートリー (ノーサンプトン・タウンFC) |

| No. | Pos. |              | 選手名                                  |
| --- | ---- | ------------ | --------------------------------------- |
| --  | MF   | イングランド | ダニエル・ゴア (ロザラム・ユナイテッド) |

### 加入内定選手
注：選手の国籍表記はFIFAの定めた代表資格ルールに基づく。
| No. | Pos. |  | 選手名 |
| --- | ---- |  | ------ |

| No. | Pos. |  | 選手名 |
| --- | ---- |  | ------ |

## 歴代監督
| 氏名                                 | 国籍               | 就任           | 退任           | 試    | 勝  | 分  | 敗  | 得    | 失    | 勝率   | タイトル |
| ------------------------------------ | ------------------ | -------------- | -------------- | ----- | --- | --- | --- | ----- | ----- | ------ | --- |
| アルフレッド・ハロルド・カサヤ       | イングランドの旗   | 1892年         | 1900年         | -     | -   | -   | -   | -     | -     | -      | |
| ジェームス・ウエスト                 | イングランドの旗   | 1900年         | 1903年9月      | 113   | 46  | 20  | 47  | 159   | 147   | 040.71 | |
| ジェームス・アーネスト・マングノール | イングランドの旗   | 1903年10月10日 | 1912年9月9日   | 373   | 202 | 76  | 95  | 700   | 476   | 054.16 | 2 First Division 1 FAカップ 2 チャリティ・シールド |
| T. J.・ウォールワース                | イングランドの旗   | 1912年9月9日   | 1912年10月20日 | 6     | 3   | 2   | 1   | 11    | 7     | 050.00 | |
| ジョン・ベントレー                   | イングランドの旗   | 1912年10月28日 | 1914年12月28日 | 82    | 36  | 16  | 30  | 127   | 110   | 043.90 | |
| ジャック・ロブソン                   | イングランドの旗   | 1914年12月28日 | 1921年10月31日 | 139   | 41  | 42  | 56  | 183   | 207   | 029.50 | |
| ジョン・チャップマン                 | スコットランドの旗 | 1921年10月31日 | 1926年10月8日  | 221   | 86  | 58  | 77  | 287   | 274   | 038.91 | |
| ラル・ヒルディッチp                  | イングランドの旗   | 1926年10月8日  | 1927年4月13日  | 33    | 10  | 10  | 13  | 38    | 47    | 030.30 | |
| ハーバート・バムレット               | イングランドの旗   | 1927年4月13日  | 1931年11月9日  | 183   | 57  | 42  | 84  | 280   | 374   | 031.15 | |
| ウォルター・クリックマー             | イングランドの旗   | 1931年11月9日  | 1932年7月13日  | 43    | 17  | 8   | 18  | 72    | 76    | 039.53 | |
| スコット・ダンカン                   | スコットランドの旗 | 1932年7月13日  | 1937年11月7日  | 235   | 92  | 53  | 90  | 371   | 362   | 039.15 | 1 Second Division |
| ウォルター・クリックマー             | イングランドの旗   | 1937年11月9日  | 1945年2月15日  | 76    | 30  | 24  | 22  | 131   | 112   | 039.47 | |
| マット・バスビー                     | スコットランドの旗 | 1945年10月1日  | 1969年6月4日   | 1,120 | 565 | 263 | 292 | 2,286 | 1,536 | 050.45 | 5 First Division 2 FAカップ 5 チャリティ・シールド (2 引分) 1 ヨーロピアンカップ |
| ジミー・マーフィー (暫定)            | ウェールズの旗     | 1958年2月      | 1958年6月      | 22    | 5   | 7   | 10  | 27    | 42    | 022.73 | |
| ウィルフ・マクギネス                 | イングランドの旗   | 1969年6月4日   | 1970年12月29日 | 87    | 32  | 32  | 23  | 127   | 111   | 036.78 | |
| マット・バスビー                     | スコットランドの旗 | 1970年12月29日 | 1971年6月8日   | 21    | 11  | 3   | 7   | 38    | 30    | 052.38 | |
| フランク・オファレル                 | アイルランドの旗   | 1971年6月8日   | 1972年12月19日 | 81    | 30  | 24  | 27  | 115   | 111   | 037.04 | |
| トミー・ドハーティー                 | スコットランドの旗 | 1972年12月22日 | 1977年7月4日   | 228   | 107 | 56  | 65  | 333   | 252   | 046.93 | 1 FAカップ 1 Second Division |
| デイブ・セクストン                   | イングランドの旗   | 1977年7月14日  | 1981年4月30日  | 201   | 81  | 64  | 56  | 290   | 240   | 040.30 | 1 チャリティ・シールド (引分) |
| ロン・アトキンソン                   | イングランドの旗   | 1981年6月9日   | 1986年11月6日  | 292   | 146 | 79  | 67  | 461   | 266   | 050.00 | 2 FAカップ 1 チャリティ・シールド |
| アレックス・ファーガソン             | スコットランドの旗 | 1986年11月6日  | 2013年5月19日  | 1,500 | 895 | 338 | 267 | 2,769 | 1,365 | 059.67 | 13 プレミアリーグ 5 FAカップ 4 リーグカップ 10 コミュニティシールド (1 引分) 2 UEFAチャンピオンズリーグ 1 ヨーロピアンカップ 1 スーパーカップ 1 インターコンチネンタルカップ 1 クラブワールドカップ |
| デイヴィッド・モイーズ               | スコットランドの旗 | 2013年7月1日   | 2014年4月22日  | 51    | 27  | 9   | 15  | 86    | 54    | 052.94 | 1 コミュニティシールド |
| ライアン・ギグスp (暫定)             | ウェールズの旗     | 2014年4月22日  | 2014年5月11日  | 4     | 2   | 1   | 1   | 8     | 3     | 050.00 | |
| ルイ・ファン・ハール                 | オランダの旗       | 2014年7月16日  | 2016年5月23日  | 103   | 54  | 25  | 24  | 158   | 98    | 052.43 | 1 FAカップ |
| ジョゼ・モウリーニョ                 | ポルトガルの旗     | 2016年5月27日  | 2018年12月18日 | 144   | 84  | 32  | 28  | 244   | 121   | 058.33 | 1 ヨーロッパリーグ 1 リーグカップ 1 コミュニティシールド |
| オーレ・グンナー・スールシャール     | ノルウェーの旗     | 2018年12月19日 | 2021年11月21日 | 148   | 83  | 32  | 33  | 276   | 148   | 056.08 | |
| マイケル・キャリック(暫定)           | イングランドの旗   | 2021年11月21日 | 2021年12月3日  | 3     | 2   | 1   | 0   | 6     | 3     | 066.67 | |
| ラルフ・ラングニック(暫定)           | ドイツの旗         | 2021年11月29日 | 2022年5月22日  | 29    | 11  | 9   | 9   | 37    | 36    | 037.93 | |
| エリック・テン・ハフ                 | オランダの旗       | 2022年5月23日  | 2024年10月28日 | 128   | 70  | 23  | 35  | 196   | 163   | 054.69 | 1 リーグカップ 1 FAカップ |
| ルート・ファン・ニステルローイ(暫定) | オランダの旗       | 2024年10月28日 | 2024年11月11日 | 4     | 3   | 1   | 0   | 11    | 3     | 075.00 | |
| ルベン・アモリム                     | ポルトガルの旗     | 2024年11月11日 | 現在           | -     | -   | -   | -   | -     | -     |        | |

- p = 選手兼任

## 歴代在籍選手

### 出場試合数記録
| 順位 | 選手名                   | 所属期間             | 試合数 |
| ---- | ------------------------ | -------------------- | ------ |
| 1    | ライアン・ギグス         | 1991-2014            | 963    |
| 2    | ボビー・チャールトン     | 1956-1973            | 758    |
| 3    | ポール・スコールズ       | 1994-2011, 2012-2013 | 718    |
| 4    | ビル・フォルケス         | 1952-1970            | 688    |
| 5    | ガリー・ネヴィル         | 1992-2011            | 602    |
| 6    | ウェイン・ルーニー       | 2004-2017            | 559    |
| 7    | アレックス・ステップニー | 1966-1978            | 539    |
| 8    | トニー・ダン             | 1960-1973            | 535    |
| 9    | デニス・アーウィン       | 1990–2002            | 529    |
| 10   | ジョー・スペンス         | 1919–1933            | 510    |

### 総得点数記録
| 順位 | 選手名                 | 所属期間             | 得点数 |
| ---- | ---------------------- | -------------------- | ------ |
| 1    | ウェイン・ルーニー     | 2004-2017            | 253    |
| 2    | ボビー・チャールトン   | 1956-1973            | 249    |
| 3    | デニス・ロー           | 1962-1973            | 237    |
| 4    | ジャック・ローリー     | 1937–1955            | 211    |
| 5    | デニス・ヴァイオレット | 1952–1962            | 179    |
| 5    | ジョージ・ベスト       | 1963–1974            | 179    |
| 7    | ジョー・スペンス       | 1919–1933            | 168    |
| 7    | ライアン・ギグス       | 1991-2014            | 168    |
| 9    | マーク・ヒューズ       | 1983–1986, 1988–1995 | 163    |
| 10   | ポール・スコールズ     | 1994-2011, 2012-2013 | 155    |

## 1960年代以降の歴代キャプテン
| 年代      | キャプテン               |
| --------- | ------------------------ |
| 1962–1967 | ノエル・キャントウェル   |
| 1967–1968 | デニス・ロー             |
| 1968–1973 | ボビー・チャールトン     |
| 1973–1974 | ジョージ・グラハム       |
| 1974–1975 | ウィリー・モーガン       |
| 1975–1982 | マーティン・バカン       |
| 1982–1994 | ブライアン・ロブソン     |
| 1994–1996 | スティーヴ・ブルース     |
| 1996–1997 | エリック・カントナ       |
| 1997–2005 | ロイ・キーン             |
| 2005–2010 | ガリー・ネヴィル         |
| 2010–2014 | ネマニャ・ヴィディッチ   |
| 2014–2017 | ウェイン・ルーニー       |
| 2017–2018 | マイケル・キャリック     |
| 2018–2019 | アントニオ・バレンシア   |
| 2019–2020 | アシュリー・ヤング       |
| 2020–2023 | ハリー・マグワイア       |
| 2023-     | ブルーノ・フェルナンデス |

## マンチェスター・ユナイテッド年間最優秀選手賞
マンチェスター・ユナイテッド年間最優秀選手賞は、1988年から1995年まではMUFCメンバーズ・プレーヤー・オブ・ザ・イヤーして知られていた。この賞は、マンチェスター・ユナイテッドのファンが選ぶそのシーズンで最も活躍した選手に贈られる賞である。この賞の最初の受賞者は1988年のブライアン・マクレアーで、1992年にも受賞して2度受賞した最初の選手となった。
| 受賞年 | 受賞者                         |
| ------ | ------------------------------ |
| 1988   | ブライアン・マクレアー         |
| 1989   | ブライアン・ロブソン           |
| 1990   | ガリー・パリスター             |
| 1991   | マーク・ヒューズ               |
| 1992   | ブライアン・マクレアー         |
| 1993   | ポール・インス                 |
| 1994   | エリック・カントナ             |
| 1995   | アンドレイ・カンチェルスキス   |
| 1996   | エリック・カントナ             |
| 1997   | デビッド・ベッカム             |
| 1998   | ライアン・ギグス               |
| 1999   | ロイ・キーン                   |
| 2000   | ロイ・キーン                   |
| 2001   | テディ・シェリンガム           |
| 2002   | ルート・ファン・ニステルローイ |
| 2003   | ルート・ファン・ニステルローイ |
| 2004   | クリスティアーノ・ロナウド     |
| 2005   | ガブリエル・エインセ           |
| 2006   | ウェイン・ルーニー             |
| 2007   | クリスティアーノ・ロナウド     |
| 2008   | クリスティアーノ・ロナウド     |
| 2009   | ネマニャ・ヴィディッチ         |
| 2010   | ウェイン・ルーニー             |
| 2011   | ハビエル・エルナンデス         |
| 2012   | アントニオ・バレンシア         |
| 2013   | マイケル・キャリック           |
| 2014   | ダビド・デ・ヘア               |
| 2015   | ダビド・デ・ヘア               |
| 2016   | ダビド・デ・ヘア               |
| 2017   | アンデル・エレーラ             |
| 2018   | ダビド・デ・ヘア               |
| 2019   | ルーク・ショー                 |
| 2020   | ブルーノ・フェルナンデス       |
| 2021   | ブルーノ・フェルナンデス       |
| 2022   | クリスティアーノ・ロナウド     |
| 2023   | マーカス・ラッシュフォード     |
| 2024   | ブルーノ・フェルナンデス       |

## 練習場
トラッフォード・トレーニング・センター。2000年にザ・クリフから当地に移転。現在は、スポンサー名を冠しAon Training Complexが正式名称。また、単に施設所在地の地名からキャリントンとも呼ばれている。

## スポンサー
| 年度      | メーカー | 胸 スポンサー | 袖 スポンサー |
| --------- | -------- | ------------- | ------------- |
| 1945–1975 | Umbro    | ー            | ー            |
| 1975–1980 | Admiral  | ー            | ー            |
| 1980–1982 | Adidas   | ー            | ー            |
| 1982–1992 | Adidas   | SHARP         | ー            |
| 1992–2000 | Umbro    | SHARP         | ー            |
| 2000–2002 | Umbro    | Vodafone      | ー            |
| 2002–2006 | Nike     | Vodafone      | ー            |
| 2006–2010 | Nike     | AIG           | ー            |
| 2010–2014 | Nike     | Aon           | ー            |
| 2014–2015 | Nike     | Chevrolet     | ー            |
| 2015-2018 | Adidas   | Chevrolet     | ー            |
| 2018-2021 | Adidas   | Chevrolet     | Kohler        |
| 2021-2022 | Adidas   | TeamViewer    | Kohler        |
| 2022-2024 | Adidas   | TeamViewer    | DXC           |
| 2024-     | Adidas   | Snapdragon    | DXC           |

## マンチェスター・ユナイテッドWFC
1970年代後半、マンチェスター・ユナイテッド・サポーターズ・クラブ・レディースというチームが設立され、クラブのシニア女子チームとして非公式に認められた。そして、1989年に創設されたイングランド第5・6部相当の地域リーグ、ノースウエスト・ウィメンズ・リージョナル・フットボール・リーグの創設クラブとなった。 2001年にはマンチェスター・ユナイテッドと協定を結んだことでクラブ公式の女子チームとなったが、2005年にマルコム・グレイザーによる株式買収が完了したことに伴い、採算性の観点からユースチームを残して解散された。しかしその後サポーターやクラブOBのイングランド女子代表監督フィリップ・ネヴィルといった外部からの働きかけを経て、2018年にマンチェスター・ユナイテッドは再び女子サッカーチームを設立し、女子2部リーグのFA女子選手権に2018–19シーズンから参入した。参入初年度に優勝と昇格を果たし、2019-2020シーズンからは女子1部リーグのウィメンズ・スーパーリーグに所属している。